# Марлоу Хајтс (Мериленд)
Марлоу Хајтс (енгл. Marlow Heights) насељено је место без административног статуса у америчкој савезној држави Мериленд.

## Демографија
По попису из 2010. године број становника је 5.618, што је 441 (-7,3%) становника мање него 2000. године.
| Група             | 2000.         | 2010.         |
| Белци             | 474 (7,8%)    | 272 (4,8%)    |
| Афроамериканци    | 5.364 (88,5%) | 4.870 (86,7%) |
| Азијати           | 62 (1,0%)     | 108 (1,9%)    |
| Хиспаноамериканци | 92 (1,5%)     | 278 (4,9%)    |
| Укупно            | 6.059         | 5.618         |